# Карбид молибдена
Карбид молибдена — неорганическое соединение металла молибдена и углерода с формулой MoC,
чёрные кристаллы,
не растворимые в воде.

## Получение
- Нагревание чистых веществ в водородной атмосфере:

{\displaystyle {\mathsf {Mo+C\ {\xrightarrow {1200-1600^{o}C}}\ MoC}}}

## Физические свойства
Карбид молибдена образует чёрные кристаллы
гексагональной сингонии,
параметры ячейки a = 0,2901 нм, c = 0,2768 нм, Z = 1.
Не растворяется в воде.
Хорошо проводит электрический ток, при 9,26 К переходит в сверхпроводящее состояние.